# Echinodium renauldii
Echinodium renauldii là một loài Rêu trong họ Echinodiaceae. Loài này được (Cardot) Broth. miêu tả khoa học đầu tiên năm 1909.